# Visão subnormal
este artigo requer apreciação de merge com Baixa visão ou Deficiência visual.
Visão subnormal é definida como uma classe de comprometimento visual, na qual o indivíduo possui acuidade visual reduzida mas que não chega a se caracterizar como cegueira.
A acuidade visual é medida numericamente utilizando-se para isto tabelas específicas.
É classificada pela CID-10 em uma tabela que define segundo a acuidade visual a classe de comprometimento.
No Brasil individuos com visão subnormal  tem direito de receber benefícios previdenciários, porém, são considerados deficientes visuais. Segundo a legislação brasileira, deficientes visuais são aqueles que apresentam acuidade visual igual ou menor que 20/200 no melhor olho,após a melhor correção, ou campo visual inferior a 20º (tabela de Snellen), ou ocorrência simultânea de ambas as situações.
Existem diversos recursos disponíveis para melhorar a visão dos portadores de visão subnormal, ampliando as imagens, melhorando o nível de contraste e iluminação. Para tal se utilizam equipamentos ópticos e/ou eletrônicos.
No Brasil uma das empresas pioneiras no desenvolvimento destes auxílios é a Bonavision, criada pelo oftalmologista José Américo Bonatti, que desenvolveu um equipamento inovador de auxílio à visão subnormal  bem avaliado em estudo publicado nos Arquivos Brasileiros de Oftalmologia.

## Sociedade Brasileira de Visão Subnormal
Filiada ao Conselho Brasileiro de Oftalmologia (CBO) desde 1995 a Sociedade Brasileira de Visão Subnormal  é uma associação de caráter científico e cultural, sem quaisquer fins lucrativos.
Seus objetivos são:
I. Estabelecer critérios que possibilitem a atenção ao paciente portador de deficiência visual tanto a nível clínico como reabilitacional, em defesa de suas necessidades;
II. Patrocinar e desenvolver atividades que incentivem o intercâmbio de conhecimentos e ensino nas escolas médicas e nos cursos de especialização em Oftalmologia;
III. Promover reuniões, grupos de estudo, seminários, conferências e outros eventos;
IV. Patrocinar publicações referentes à especialidade;
V. Assessorar e organizar programas nacionais de atuação conjunta com entidades governamentais e não governamentais voltadas ao indivíduo deficiente visual para obtenção de recursos ópticos especiais e capacitação de profissionais especializados;
VI. Representar os associados na defesa de seus direitos profissionais, sociais e econômicos;
VII. Divulgar os progressos relacionados com visão subnormal, contribuindo para o incentivo à pesquisa e o aprimoramento dos associados;
VIII. Promover, patrocinar ou apoiar ações preventivas na área de oftalmologia;
IX. Incrementar o intercâmbio entre os diversos centros especializado nacionais e internacionais que atuam nesta área